# Рудник Навахо-Чіф
Рудник Навахо-Чіф (Navajo Chief) – гірничодобувний майданчик на заході Австралії.
Розробку золоторудного родовища Навахо-Чіф організувала компанія Norton Gold Fields, головним (а з 2015-го – єдиним) акціонером якої є китайська Zijin Mining Group Company Limited.
Роботи на Навахо-Чіф почались у січні 2011-го та тривали по 2013 рік. Вони велись велись відкритим спосбом та дозволили вилучити 6,65 млн тонн руди і отримати 6,6 тонни золота (з них 1,6 тонни в 2010/2011 фінансовому році та 3,1 тонни в 2011/2012-му).
Руду віправляли на переробку на фабрику з вилучення золота Паддінгтон, що стала центральною для групи копалень (окрім Навахо-Чіф також включала рудники Джанет-Іві, Гомстед-Туарт, Ентерпрайз, Голден-Сітіс, Валдон).